# Roberto Eibenschutz Hartman
Roberto Gabriel Eibenschutz Hartman (Ciudad de México, 10 de junio de 1939-Ibidem, 12 de mayo de 2025) fue un arquitecto, académico, escritor, luchador social por la vivienda, doctor Honoris Causa y funcionario público mexicano, especializado en Urbanismo.

## Formación y vida académica
Se recibió de la licenciatura de arquitectura en la Facultad de Arquitectura de la Universidad Nacional Autónoma de México en 1961; obtuvo el grado de maestro en Planeación urbana y regional por la misma institución con la tesis Estrategia para el desarrollo de la región metropolitana del valle de México. Contaba con especialización en estudios de áreas urbanas por el International Center of Aerial Survey and Earth Sciences Enschede, de Holanda, y en estudios sobre desarrollo rural integral en The Egyptian International Center for Agriculture, entre otros.
En su trabajo académico se desempeñó durante más de tres décadas como profesor de la Licenciatura y Maestría en Urbanismo en la Facultad de Arquitectura de la UNAM. De igual manera, fue profesor-investigador titular en la Universidad Autónoma Metropolitana (UAM), Unidad Xochimilco. Fue también profesor en las Maestrías en Desarrollo Urbano en El Colegio de México y en Universidades estatales de Estado de México, Guadalajara, Puebla, Guanajuato, Colima, Nuevo León,  Oaxaca, Veracruz y Morelos, al igual que en la Universidad de Buenos Aires y en el Instituto de Tecnología de Massachusetts (MIT).
Eibenshutz inicia tu trayectoria en la UAM en 1974 como miembro fundador del Centro de Estudios del Medio Ambiente, en la Unidad Azcapotzalco. Poco después fue director-fundador de la División de Ciencias y Artes para el Diseño (CyAD) de la UAM Unidad Xochimilco (1975-1976), fue el primer Secretario del plantel y fue fundador y primer coordinador del Programa Universitario de Investigación Metropolitana de esta casa de estudios, programa que ha elaborado más de 300 proyectos urbanos de alto impacto a nivel nacional. Fue vicepresidente del Patronato de la UAM y, entre 1986 a 1990, fue rector de la Unidad Xochimilco. Durante sus gestiones se creó la Licenciatura de Diseño de los Asentamientos Humanos, que años después se renombraría como Licenciatura en Planeación Territorial. En 2002 se le reconoció como Profesor Distinguido y en el 2024 como Doctor Honoris Causa gracias a sus aportes en el campo de desarrollo territorial y su trayectoria académica de 50 años.
Realizó más de 100 publicaciones en artículos nacionales e internacionales y fue autor y coautor de varios libros sobre temas del desarrollo urbano, suelo y vivienda. Dirigió múltiples tesis de maestría y doctorado y fue ponente en diversos seminarios y congresos en México y en el exterior.
En 1994, la Facultad de Medicina de la UNAM instituye el Plan Único de Especializaciones Médicas donde Eibenshutz y Pablo Benlliure Bilbao, junto a su equipo, diseñaron y ejecutaron iniciativas que abordaban directamente la desigualdad y fomentaban un desarrollo más inclusivo.

## Carrera en la función pública
Eibenshutz tuvo distintos cargos públicos a nivel nacional y local. Fue residente y supervisor de obras en el Instituto Nacional Indigenista; director general de Centros de Población de la Secretaría de Asentamientos Humanos y Obras Públicas (SAHOP); director general del Fondo Nacional de Habitaciones Populares (FONHAPO), donde integró un enfoque multidisciplinario de justicia social con el desarrollo sostenible; Subsecretario de Desarrollo Urbano en la Secretaría de Desarrollo Urbano y Ecología y, entre 1997 a 2000, fue Secretario de Desarrollo Urbano y Vivienda de la Ciudad de México. Cabe destacar que contribuyó para la creación de la Ley de Vivienda.

## Acción gremial
Fue presidente de la Sociedad Mexicana de Planificación; presidente de la Junta de Honor de FOROPOLIS; miembro de la Junta de Honor del Colegio de Arquitectos de México y de la Federación Internacional de Vivienda y Planeación; y vicepresidente de la Federación Iberoamericana de Urbanistas (FIU).

## Distinciones
Estas son algunas de sus distinciones notables:
- Gran Orden de Honor Nacional al Mérito Autoral otorgada por la Secretaría de Educación Pública.
- Premio Nacional Carlos Lazo del Colegio de Arquitectos de México.
- Profesor Distinguido del Colegio Académico de la Universidad Autónoma Metropolitana.
- Miembro de la Junta de Honor del Colegio de Arquitectos de México.
- Académico Emérito de la Academia Nacional de Arquitectura.
- Cátedra Miguel Alemán, otorgada por la Fundación Miguel Alemán.
- Doctor Honoris Causa, por la UAM.
- Un minuto de aplausos en su memoria en la Cámara de Diputados.[2]